# Амброджи, Артуро
Артуро Амброджи (исп. Arturo Ambrogi; 19 октября 1875, Сан-Сальвадор, Сальвадор — 8 ноября 1936, там же) — сальвадорский поэт, писатель и журналист; считается одним из пионеров модернизма в Латинской Америке. Приобрёл широкую известность, как автор коротких рассказов.

## Биография
Артуро Амброджи родился в Сан-Сальвадоре 19 октября 1875 года в семье сальвадорского генерала итальянского происхождения Константино Амброджи и сальвадорки Лукресии Акоста, тёти поэта Висенте Акоста. Учился в Сальвадорском лицее. Свои литературные произведения начал публиковать с 1890 года, когда ещё был подростком. Уже в следующем году он был принят на место литературного агента в кубинский еженедельник «Элегантная Гавана» и стал одним из авторов «Сальвадорского литературного журнала». Его проза получила положительные рецензии от Франсиско Гавидия и Рубена Дарио. Проза молодого писателя была опубликована в мексиканских и американских журналах.
Как редактор и журналист сотрудничал с сальвадорскими и чилийскими периодическими изданиями. Предпринял ряд поездок по странам Южной Америки, Европы и Дальнего Востока, во время которых познакомился с Леопольдо Лугонесом, Энрике Гомесом Каррильо, Хосе Инхеньеросом и Полем Груссаком. Артуро Амброджи занимал должность директора Государственной библиотеки Сальвадора, был сотрудником Министерства иностранных дел Сальвадора и заведовал цензурированием прессы во время режима Максимилиана Эрнандес Мартинеса. Он был также членом Сальвадорской академии языка.
Считается первым сальвадорским писателем, приобретшим известность за пределами страны. Он был также одним из первых в истории сальвадорской литературы, кто сочетал писательскую и журналистскую деятельность. Умер в Сан-Сальвадоре 8 ноября 1936 года.